# Ambassade du Canada en Tchéquie
L'ambassade du Canada en Tchéquie est la représentation diplomatique du Canada en Tchéquie. Ses bureaux sont situés  dans la capitale tchèque Prague, au rue Ve Struhach 95/2, quartier Bubeneč.

## Mission
Cette ambassade est responsable des relations entre le Canada et la Tchéquie et offre des services aux Canadiens en sol tchèque.

## Histoire
Le 31 décembre 1992, le Canada annonce l’établissement de relations diplomatiques avec la nouvelle République tchèque.

## Ambassadeurs
Cette représentation diplomatique canadienne est dirigée par un chef de mission qui porte le titre d'ambassadeur extraordinaire et plénipotentiaire.
| #   | Nom                | Titre | Nomination        | Lettres de créance | Fin de l'affectation |
| --- | ------------------ | ----- | ----------------- | ------------------ | -------------------- |
| 1er | Paul D. Frazer     | AEP   | 5 janvier 1993    | -                  | -                    |
| 2e  | Alain Dudoit       | AEP   | 16 août 1994      | -                  | -                    |
| 3e  | Ronald Halpin      | AEP   | 10 juillet 1997   | 10 septembre 1997  | -                    |
| 4e  | Margaret Huber     | AEP   | 26 juillet 2000   | 25 octobre 2000    | -                    |
| 5e  | Bruce Jutzi        | AEP   | 15 juillet 2003   | 30 septembre 2003  | -                    |
| 6e  | Michael Calcott    | AEP   | 14 juin 2006      | 12 octobre 2006    | -                    |
| 7e  | Valerie Raymond    | AEP   | 16 juin 2009      | 30 septembre 2009  | -                    |
| 8e  | Otto Jelinek       | AEP   | 30 septembre 2013 | 11 octobre 2013    | août 2016            |
| 9e  | Barbara Richardson | AEP   | 18 juillet 2016   | 11 octobre 2016    | juin 2019            |
| 10e | Ayesha Rekhi       | AEP   | 26 août 2019      | 21 novembre 2019   | -                    |